# Alubijid
Alubijid è una municipalità di quarta classe delle Filippine, situata nella Provincia di Misamis Oriental, nella Regione del Mindanao Settentrionale.
Alubijid è formata da 16 baranggay:
- Baybay
- Benigwayan
- Calatcat
- Lagtang
- Lanao
- Loguilo
- Lourdes
- Lumbo
- Molocboloc
- Poblacion
- Sampatulog
- Sungay
- Talaba
- Taparak
- Tugasnon
- Tula